# فاليري جاكسون
فاليري جاكسون (بالإنجليزية: Valerie Jackson)‏ هي سيدة أعمال أمريكية، ولدت في 3 أبريل 1949 في ريتشموند في الولايات المتحدة.